# Minsk II
Pour les articles homonymes, voir Traité de Minsk (homonymie).

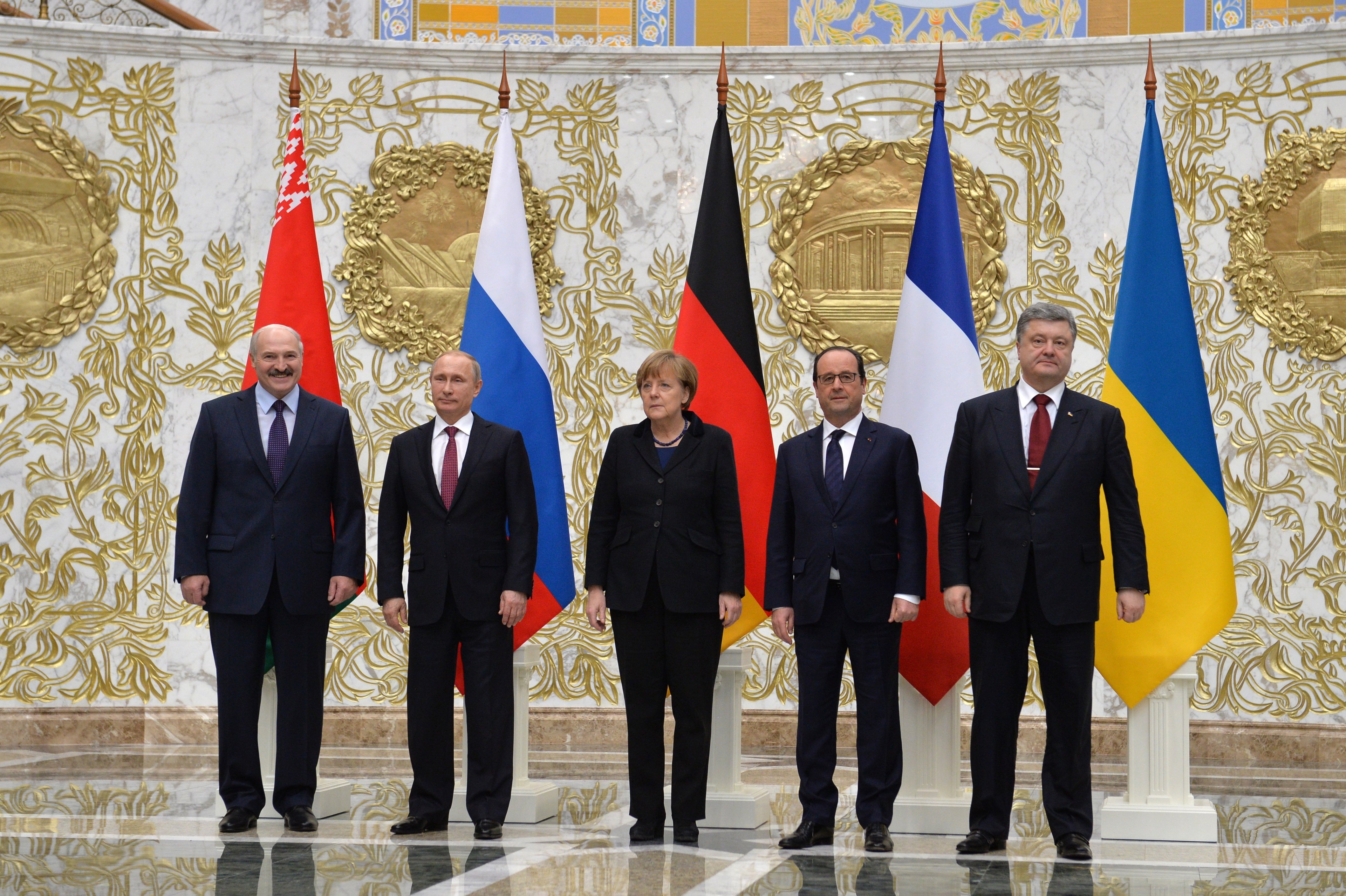
De gauche à droite : les dirigeants de la Biélorussie, de la Russie, de l'Allemagne, de la France et de l'Ukraine les 11 et 12 février 2015 à Minsk.

Lors d'un sommet à Minsk (Biélorussie) le 11 février 2015, les dirigeants de l'Ukraine, de la Russie, de la France de l'Allemagne et des républiques populaires autoproclamées (sécessionnistes de l'Ukraine) de Donetsk et de Lougansk se mettent d'accord sur des mesures concernant la guerre du Donbass,. Les pourparlers se tiennent sous l'égide de l'Organisation pour la sécurité et la coopération en Europe (OSCE), à la suite de l'échec du protocole de Minsk du 5 septembre 2014 destiné à faire respecter le cessez-le-feu dans la région du Donbass.

## Sommet
Le sommet, concernant les propositions diplomatiques franco-allemandes, commence le 11 février 2015, au palais de l’indépendance à Minsk, capitale de la Biélorussie.
Il se tient en présence de Vladimir Poutine, président russe, Petro Porochenko, président ukrainien, Angela Merkel, chancelière allemande, François Hollande, président français, Alexandre Zakhartchenko, représentant de la république populaire de Donetsk, et d’Igor Plotnitski, représentant de la république populaire de Lougansk.
Les négociations se déroulent pendant seize heures et continuent pendant la nuit. Elles sont qualifiées de difficiles par le ministre des Affaires étrangères allemand, Frank-Walter Steinmeier.
Le 12 février est annoncé qu'un cessez-le-feu est conclu pour le 15 du même mois.

## Réactions
Du côté des républiques séparatistes, Alexandre Zakhartchenko (de la république populaire de Donetsk) remercie la chancelière allemande Angela Merkel et le président français François Hollande.
De nombreux observateurs voient ce traité comme compliqué et fragile,.

## Décisions
Cet accord se compose d'un paquet de treize mesures, :
1. Cessez-le-feu immédiat et général dans certaines zones des régions ukrainiennes de Donetsk et de Lougansk et mise en œuvre rigoureuse de celui-ci à partir du 15 février 2015 à 0:00 (heure de Kiev).
2. Retrait par les deux parties de toutes les armes lourdes à des distances égales afin d’établir une zone de sécurité d’une largeur minimale de 50 km pour les systèmes d’artillerie d’un calibre de 100 mm et plus et une zone de sécurité de 70 km de largeur pour les systèmes de lance-roquettes multiples et de 140 km de largeur pour les systèmes de lance roquettes multiples Tornado-S, Ouragan et Smertch et les systèmes de fusées tactiques Totchka (Totchka-Ou) : 
  - pour les troupes ukrainiennes, à partir de la ligne de contact de fait ;
  - pour les unités armées de certaines zones des régions ukrainiennes de Donetsk et de Lougansk, à partir de la ligne de contact établie conformément au mémorandum de Minsk du 19 septembre 2014.
  - Le retrait des armes lourdes énumérées ci-dessus devra débuter au plus tard le deuxième jour suivant le cessez-le-feu et prendre fin dans un délai de quatorze jours. L’OSCE contribuera à ce processus avec l’appui du Groupe de contact tripartite.
3. Assurer un suivi et une vérification effectifs, de la part de l’OSCE, du régime de cessez-le-feu et du retrait des armes lourdes dès le premier jour de celui-ci, avec recours à tous les dispositifs techniques nécessaires, y compris satellites, drones, systèmes radar et autres.
4. Le premier jour suivant le retrait engager un dialogue sur les modalités de la tenue d’élections locales conformément à la législation ukrainienne et à la Loi de l’Ukraine relative aux modalités temporaires de l’exercice de l’autonomie locale dans certains arrondissements des régions de Donetsk et de Louhansk, ainsi que sur le régime futur de ces arrondissements en vertu de ladite loi. Sans retard, trente jours au plus tard à compter de la signature du présent document, faire adopter par la Rada suprême d’Ukraine une résolution précisant le territoire relevant d’un régime particulier en vertu de la Loi de l’Ukraine relative aux modalités temporaires de l’exercice de l’autonomie locale dans certains arrondissements des régions de Donetsk et de Louhansk, sur la base de la ligne établie par le mémorandum de Minsk du 19 septembre 2014.
5. Garantir la grâce et l’amnistie en promulguant la loi interdisant toutes poursuites et toutes sanctions contre des personnes en rapport avec les événements qui ont eu lieu dans certaines zones des régions ukrainiennes de Donetsk et de Louhansk.
6. Assurer la libération et l’échange de l’ensemble des otages et des personnes retenues illicitement sur la base du principe « tous contre tous ». Ce processus devra prendre fin au plus tard le cinquième jour suivant le retrait.
7. Garantir la sécurité de l’accès à l’aide humanitaire, de sa livraison, de son stockage et de sa distribution aux personnes nécessiteuses sur la base d’un mécanisme international.
8. Définir les modalités du plein rétablissement des rapports socio-économiques, notamment les transferts sociaux tels que le versement des pensions et autres prestations (recettes et revenus, paiement en temps voulu de toutes les charges collectives, reprise de l’imposition dans le cadre juridique ukrainien). À cette fin, l’Ukraine rétablira le contrôle du segment de son système bancaire dans les zones affectées par le conflit et un mécanisme international en vue de faciliter ces transferts sera éventuellement mis en place.
9. Rétablissement du contrôle total de la frontière d’État par le gouvernement de l’Ukraine dans l’ensemble de la zone du conflit, qui devra commencer le premier jour suivant les élections locales et s’achever après le règlement politique global (élections locales dans certains arrondissements des régions de Donetsk et de Louhansk sur la base de la Loi de 3 l’Ukraine et réforme constitutionnelle) à la fin de 2015, sous réserve de la mise en œuvre du paragraphe 11 en consultation et en accord avec les représentants de certains arrondissements des régions de Donetsk et de Louhansk dans le cadre du Groupe de contact tripartite.
10. Retrait du territoire de l’Ukraine de l’ensemble des unités armées étrangères et équipements militaires et mercenaires étrangers, sous le contrôle de l’OSCE. Désarmement de tous les groupes illégaux.
11. Mise en œuvre d’une réforme constitutionnelle en Ukraine avec entrée en vigueur d’ici à la fin de 2015 d’une nouvelle Constitution prévoyant comme élément clef une décentralisation compte tenu des spécificités de certains arrondissements des régions de Donetsk et de Louhansk définies en accord avec les représentants de ceux-ci, ainsi qu’adoption, avant la fin de 2015, d’une législation permanente relative au statut spécial de certains arrondissements des régions de Donetsk et de Louhansk conformément aux mesures mentionnées en note1 .
12. Sur la base de la Loi de l’Ukraine relative aux modalités temporaires de l’exercice de l’autonomie locale dans certains arrondissements des régions de Donetsk et de Louhansk, les questions afférentes aux élections locales feront l’objet de discussions et d’un accord avec des représentants de certains arrondissements des régions de Donetsk et de Louhansk dans le cadre du Groupe de contact tripartite. Les élections auront lieu dans le respect des normes pertinentes de l’OSCE et seront suivies par le BIDDH de l’OSCE.
13. Intensifier l’action du Groupe de contact tripartite, notamment en mettant en place des groupes de travail chargés de la mise en œuvre des aspects correspondants des accords de Minsk. Ils refléteront la composition du Groupe de contact tripartite.

En outre, l'Allemagne, la France, la Russie et l'Ukraine envisagent d'installer un comité de surveillance des diplomates pour vérifier la mise en œuvre du cessez-le-feu, comité qui se réunira régulièrement.

### Signatures
Le document est signé par les représentants suivants, :
- l'envoyée spéciale de l'OSCE, la diplomate suisse Heidi Tagliavini ;
- l'ancien président ukrainien Leonid Koutchma ;
- l'ambassadeur russe en Ukraine et un représentant russe Mikhail Zourabov (en) ;
- les présidents des républiques populaires de Donetsk et de Lougansk Alexandre Zakhartchenko et Igor Plotnitsky.

## Efficacité
Le 14 février 2015, quelques heures avant le cessez-le-feu, les combats s'intensifient sur les points stratégiques. Les médias ukrainiens sont sceptiques sur la possibilité que les accords puissent être respectés. Mais le média ukrainien Ukrayinska Pravda reconnaît qu'après minuit, là où commence la période de cessez-le-feu total, les séparatistes prorusses ont réduit leurs activités. Il semblerait que, comme lors de la première trêve en 2014, les combats continuent sur les points les plus stratégiques de la ligne de front. Après le début du cessez-le-feu, au matin du 15 février 2015, les combattants du régiment Azov mentionnent l’attaque du village de Chyrokino par des militants séparatistes munis de véhicules blindés. Le site de la chaîne ukrainienne Ukraine Today, qui se veut un contrepoint de la chaîne russe Russia Today, affirme que les séparatistes prorusses et les troupes ukrainiennes « s’accusent mutuellement d’avoir violé la trêve entrée en vigueur dimanche matin ». Sergueï Lavrov, ministre des Affaires étrangères russe, estime que le cessez-le-feu est globalement respecté, « l'unique exception » étant « le chaudron de Debaltseve ».
Les combats continuent effectivement notamment à Debaltseve. Dès le 14 février, Alexandre Zakhartchenko, principal leader des séparatistes prorusses, avait laissé entendre que les accords de Minsk II ne s'appliqueraient pas à cette ville et que ses soldats « cesseront le feu partout sauf dans les régions intérieures de la république autoproclamée ». Selon le porte parole de la Russie, Dmitri Peskov, les troupes ukrainiennes encerclées dans Debaltseve vont naturellement vouloir profiter du cessez-le-feu pour sortir de ce chaudron, « en violant ainsi le régime de la trêve ». Kiev, de son côté, affirme dans un communiqué que « Zakhartchenko déclare qu'il ne reconnaît pas les accords de Minsk et s'apprête à poursuivre les hostilités » et accuse la Russie et les séparatistes de vouloir « saper le cessez-le-feu ».
Le 16 février 2015, les autorités ukrainiennes et les séparatistes prorusses affirment que le cessez-le-feu a été globalement respecté le dimanche 15 février. L’OSCE fait un constat identique. Anatoli Stermakh, porte parole de l'armée ukrainienne, dénombre que les positions ukrainiennes ont été visées 60 fois — un chiffre bien inférieur aux jours précédents —, avec un « point chaud » à Debaltseve. Les journalistes constatent que les tirs d'artillerie à Debaltseve n'ont pas baissé d'intensité. Et les séparatistes ont tenté à trois reprises de prendre un village situé à 5 km de Debaltseve. Le 18 février, la presse annonce que Debaltseve est tombée. Les troupes ukrainiennes qui quittent la ville et font retraite affirment que les assauts séparatistes ont redoublé d'intensité après le démarrage théorique du cessez-le-feu dans la nuit du 14 au 15 février. Selon France 24, Debaltseve est un « nœud ferroviaire et routier crucial pour le Donbass », indispensable pour un éventuel redémarrage de l'économie dans la région.
Les jours suivants, des combats continuent sur certains points, notamment à Marioupol. L'un des points de l'accord de Minsk II prévoit que « tous les prisonniers et otages » doivent être libérés. Un important échange de prisonniers —  le plus important depuis le début de l'année — a lieu le 21 février. Par ailleurs, les autorités ukrainiennes et les séparatistes s'entendent pour débuter le retrait des armes lourdes. L'OSCE est chargée de le vérifier sur le terrain,.
Le 17 mars, le parlement ukrainien adopte des lois offrant davantage d'autonomie aux deux républiques populaires autoproclamées. Ces nouvelles lois complètent celles votées en septembre 2014 qui autorisaient ces territoires à former légalement leurs propres milices et à donner un statut plus favorable à la langue russe qui y est majoritairement parlée. Les nouveaux textes listent les localités qui bénéficieront de ce « statut spécial » et indiquent que ces localités n'accèderont à ce statut qu'après des élections locales tenues selon la loi ukrainienne et en présence d'observateurs indépendants, et après dépôt des armes ou départ de tous les groupes armés. Les rebelles prorusses déclarent alors que les accords de Minsk II ne sont pas respectés : ils affirment que, concernant la tenue des élections, des amendements ont été introduits sans qu'ils les aient approuvés. D'après 20 minutes, les accords de Minsk II prévoyaient que l'organisation des élections locales soient « discutées » avec les rebelles. La Russie, également, accuse Kiev de bafouer les accords. Selon Sergueï Lavrov, Kiev « cherche à remplacer pratiquement tous les élus du peuple par d'autres personnes ». Kiev répond que les accords sont respectés, expliquant notamment que les rebelles n'ont pas respecté les conditions prévues par la loi sur le statut spécial adoptée en septembre 2014 et qui établissait au 7 décembre 2014 la tenue d'élections locales. Selon Challenges, « les rebelles avaient en effet alors rejeté cette offre et organisé le 2 novembre leurs propres élections présidentielles et législatives, condamnées par Kiev et les Occidentaux, et poussant l'Ukraine à annuler la loi ». Le ministère ukrainien des Affaires étrangères affirme dans un communiqué que « l'adoption en 2015 de cette (même, ndlr) loi aurait légitimé les organisations terroristes de la DNR et de la LNR » et leurs élus,.
Le 13 avril, les ministres des Affaires étrangères ukrainien, russe, français et allemand se réunissent à Berlin pour faire un point sur l'application de Minsk II. Sur les treize engagements de l'accord, trois ou quatre seulement ont été réellement respectés. Globalement, le cessez-le-feu a eu lieu et les armes lourdes ont été retirées du front. Et les deux camps procèdent à de modestes échanges de prisonniers. Mais des combats à l'arme légère continuent. Et rien n'avance pour ce qui concerne les amnisties, la reprise des relations économiques, les réformes institutionnelles, etc.

## Analysespost mortem
La mise en œuvre de l’accord de Minsk II qui était en sommeil durant la présidence ukrainienne de Petro Porochenko est relancée en décembre 2019, lors d’une rencontre dite au format Normandie entre Volodymyr Zelensky, élu président de l’Ukraine en avril 2019, et les chefs d’État et de gouvernement allemand, français et russe. La dernière rencontre au format Normandie avait eu lieu en 2016, et, après trois années de paralysie du processus de paix, les quatre dirigeants sont au moins d'accord que le fait de se retrouver tous réunis est un point positif. Mais, le Président Zelensky regrette que les rebelles ne soient pas désarmés et qu'il ne puisse pas reprendre le contrôle des zones séparatistes. Il craint que des élections s'y déroulant ne soient pas libres. La Russie veut que les accords de Minsk soient respectés, c'est-à-dire que la reprise de contrôle par l'Ukraine des territoires rebelles n'ait lieu qu'après les élections. Occidentaux et Ukrainiens continuent d'accuser la Russie de financer et armer les rebelles, ce que la Russie dément. Même si les combats ont nettement diminué, 80 000 combattants continuent de se faire face de part et d'autre de la ligne de front, longue de 500 km. Des morts sont à déplorer lors d'accrochages ou d'explosion de mines.
Cependant, le 21 février 2022, le président russe Vladimir Poutine reconnaît l'indépendance des territoires séparatistes prorusses, achevant définitivement les accords de Minsk. France info indique, le 22 février 2022, que les accords de Minsk ont échoué concernant la mise en place d'une réforme constitutionnelle en Ukraine reconnaissant un statut spécial aux régions tenues par les séparatistes : l'échec est dû à une opinion ukrainienne défavorable à cette mesure. Une autre décision non appliquée est celle des élections dans ces régions séparatistes, qui auraient envoyé des députés au Parlement ukrainien. Le 24 février 2022 la Russie déclenche l'invasion de l'Ukraine.
Dans une interview à Die Zeit le 7 décembre 2022, l’ancienne chancelière allemande Angela Merkel souligne que les Accords de Minsk ont permis de donner du temps à l’Ukraine pour se renforcer militairement, propos confirmés par l'ancien Président François Hollande dans un entretien au Kyiv Independent, ce qui a renforcé la perception russe d'une "trahison" occidentale. De fait, les accords de Minsk n'ont jamais été pleinement respectés, notamment à cause des réticences de l'Ukraine à accorder une autonomie politique aux régions séparatistes avant un retrait des forces pro-russes.
Selon Le Figaro, Vladislav Sourkov, homme clé des opérations russes en Ukraine à partir de 2014, déclare le 16 février 2023 sur une chaîne Telegram que les autorités russes n'ont jamais eu l'intention d'appliquer les accords de Minsk II.
Le 12 février 2024, le représentant permanent de la Russie auprès de l’ONU a convoqué une réunion du Conseil de sécurité pour faire le bilan des accords de Minsk signés en 2015 et entérinés la même année par la résolution 2202, ainsi que du respect apporté par les quatre signataires (Russie, Allemagne, France et Ukraine). Le Sous-Secrétaire général pour l’Europe, l’Asie centrale et les Amériques du Conseil de sécurité de l’ONU a souligné que les Nations Unies n’avaient pas pris part officiellement à aucun mécanisme de résolution de conflits en Ukraine, comme le format Normandie qui rassemble l’Ukraine, la Russie, l’Allemagne et la France, et qui a donné naissance aux accords de Minsk. La Russie, par le biais de Steve Sweeney, un activiste politique depuis Donetsk en zone occupée par la Russie, a reproché à la France et à l’Allemagne de ne pas vouloir faire respecter les accords de Minsk. Le représentant français a rétorqué en affirmant que c’était la Russie qui avait, de 2015 à 2022, entravé leur mise en œuvre avant de « choisir d’y mettre fin, de façon unilatérale et par la force », selon les termes de la France, en reconnaissant l’indépendance des Républiques autoproclamées de Donetsk et de Louhansk, et en envahissant l’Ukraine. Le représentant de l’Équateur a jugé « que l’invasion russe avait enterré les accords de Minsk », le représentant du Japon a regretté une tentative de la Russie de « justifier l’injustifiable ». Les États-Unis et le Royaume-Uni ont fortement critiqué une tentative de réécriture de l’histoire, affirmant que la Russie, malgré tous ses efforts, ne pouvait pas dissimuler qu’elle était l’agresseur. Ils ont souligné que « cette guerre est une tragédie pour laquelle la Russie est la seule à être tenue responsable », rappelant qu’elle avait envahi la Crimée et l’est de l’Ukraine en 2014. Le représentant du Royaume-Uni a estimé que « La décision de Poutine de lancer son invasion illégale et barbare en février 2022 nous montre clairement qu’il n’a jamais été intéressé par la paix ». Comme de nombreuses autres délégations, la France a appelé la Russie à écouter les appels répétés de l’Assemblée générale et ceux de la Cour internationale de Justice (CIJ) du 16 mars 2022. De son côté, l’Allemagne a rappelé la décision de la CIJ du 2 février 2024, qui confirmait ses mesures conservatoires de mars 2022, exigeant de la Russie qu’elle « mette fin immédiatement à son prétendu déploiement militaire spécial ».